# Lenguas austronesias de Cenderawasih
Las lenguas austronesias de bahía de Cenderawasih (también llamadas lenguas austronesias de Nueva Guinea occidental) constituyen una rama de lenguas austronesias habladas en Nueva Guinea Occidental (Iran Jaya), más específicamente a lo largo de la línea de costa de la bahía de Cenderawasih en las provincias indonesias de Papúa Occidental y Papúa.
La mayor parte de estas lenguas se conocen solo por algunas listas breves de vocabulario, aunque el biak sí es una lengua bien documentada.

## Clasificación interna
Las lenguas de Cenderawasih se dividen usualmente en tres grupos:
- Biákico: Biak (Numfor), Dusner, Meoswar.
- Yapénico (ver)
- Sureste: Yaur, Iresim, Yeretuar

## Comparación léxica
Los numerales en diferentes ramas de las lenguas austronesias de Cenderawasih son:
| GLOSA | PROTO- BIÁKICO | PROTO- YAPÉNICO   | PROTO- YÁURICO | PROTO- CENDERAWASIH |
| ----- | -------------- | ----------------- | -------------- | ------------------- |
| 1     | *yoser         | *-siri/ *-sani(?) | *ke-tem        |                     |
| 2     | *-ru           | *-ru              | *-ru(?)        | *-ru                |
| 3     | *tori          | *-toru            |                | *toru               |
| 4     | *pati          | *-ati             | *r-iat         | *pati               |
| 5     | *rim           | *-rim             | *rima          | *rima               |
| 6     | *wonem         | *(w)onam          |                | *wonem              |
| 7     | *pit(u)        | *-itu             |                | *pitu               |
| 8     | *war(u)        | *-waru            |                | *waru               |
| 9     | *siw           | *-siu             |                | *siw                |
| 10    | *sampur        | *saɸura           |                | *sampur-            |